# 바니수헤일라
바니수헤일라(아랍어: بني سهيلا)는 팔레스타인 칸유니스주에 있는 도시다. 칸유니스에서 동쪽으로 2km (1.2마일) 떨어져 있다. 2017년 기준으로 바니수헤일라의 인구는 41,439명이다.